# 羟基蒽醌
单羟基蒽醌（英語：monohydroxyanthraquinone）化学式：C14H7O2(OH)，是最简单的羟基蒽醌（hydroxyanthraquinones，化学通式：C14H8-xO2(OH)x，一般指代9,10-蒽醌的一个氢被羟基取代的化合物，有以下同分异构体：
| 同分异构体 | CAS编号  | 结构 |
| ---------- | -------- | ---- |
| 1-羟基蒽醌 | 129-43-1 |      |
| 2-羟基蒽醌 | 605-32-3 |      |

## 多羟基蒽醌
- 二羟基蒽醌，C14H6O2(OH)2
- 三羟基蒽醌，C14H5O2(OH)3
- 四羟基蒽醌，C14H4O2(OH)4
- 五羟基蒽醌，C14H3O2(OH)5
- 六羟基蒽醌，C14H2O2(OH)6
- 七羟基蒽醌，C14HO2(OH)7
- 八羟基蒽醌，C14O2(OH)8

## 其它羟基醌
- 羟基苯醌
- 羟基萘醌
- 羟基菲醌